# Toshiaki Kawada
Pour les articles homonymes, voir Kawada.
Toshiaki Kawada (川田 利明, Kawada Toshiaki), né le 8 décembre 1963, est un catcheur japonais ayant travaillé à l'All Japan Pro Wrestling.
Formé au sein du dojo de l'All Japan Pro Wrestling  (AJPW) il y fait ses premiers combats fin 1982. C'est à partir de 1988 qu'il commence à se faire connaître en remportant à trois reprises le championnat par équipe All Asia à trois reprises avec Samson Fuyuki (en). Il devient ensuite l'équipier de Mitsuharu Misawa avec qui il devient champion du monde par équipe AJPW à deux reprises.

## Jeunesse
Kawada étudie dans le même lycée que Mitsuharu Misawa. Il fait de la lutte au lycée et remporte en 1981 le championnat national de la catégorie des moins de 75 kg en battant Keiichi Yamada en finale,.

## Carrière

### All Japan Pro Wrestling (1982-2008)
Après le lycée, Kawada entre au dojo de l'All Japan Pro Wrestling (AJPW) où il s'entraîne auprès de Giant Baba et de Genichiro Tenryu,. Il perd son premier combat le 4 octobre 1982 face à Hiromichi Fuyuki (en). Il reste au second plan jusqu'en 1986 où il part en Amérique du Nord où il lutte à la Stampede Wrestling et à la Lutte Internationale ainsi qu'au Texas. 
L'année suivante, il retourne au Japon où il devient un des membres du clan Revolution mené par Genichiro Tenryu. Au sein de ce clan, il fait équipe avec Samson Fuyuki (en).

## Palmarès
- All Japan Pro Wrestling
  - AJPW All Asia Tag Team Championship (3 fois) avec Samson Fuyuki
  - AJPW Triple Crown Heavyweight Championship (5 fois)
  - AJPW Unified World Tag Team Championship (9 fois) avec Akira Taue (6), Mitsuharu Misawa (2) et Taiyō Kea (1)
  - Champion's Carnival (1994, 1997)
  - World's Strongest Tag Team League (1992) avec Mitsuharu Misawa et en 1996 et 1997 avec Akira Taue

- Pro Wrestling Illustrated
  - Classé 42e des 500 meilleurs catcheurs au PWI Years en 2003.

- Wrestling Observer Newsletter awards
  - 5 Star Match (1990) avec Mitsuharu Misawa et Kenta Kobashi vs. Jumbo Tsuruta, Akira Taue et Masanobu Fuchi le 19 octobre
  - 5 Star Match (1991) avec Mitsuharu Misawa et Kenta Kobashi vs. Jumbo Tsuruta, Akira Taue, et Masanobu Fuchi le 20 avril
  - 5 Star Match (1992) avec Mitsuharu Misawa et Kenta Kobashi vs. Jumbo Tsuruta, Akira Taue et Masanobu Fuchi le 22 mai
  - 5 Star Match (1993) vs. Kenta Kobashi le 13 avril
  - 5 Star Match (1993) avec Akira Taue et Yoshinari Ogawa vs. Mitsuharu Misawa, Kenta Kobashi, et Jun Akiyama le 2 juillet
  - 5 Star Match (1993) avec Akira Taue vs. Kenta Kobashi et Mitsuharu Misawa le 3 décembre
  - 5 Star Match (1994) avec Masanobu Fuchi et Akira Taue vs. Mitsuharu Misawa, Kenta Kobashi, et Giant Baba le 13 février
  - 5 Star Match (1994) avec Akira Taue vs. Kenta Kobashi et Mitsuharu Misawa le 21 mai
  - 5 Star Match (1994) vs. Mitsuharu Misawa le 3 juin
  - 5 Star Match (1995) vs. Kenta Kobashi le 19 janvier
  - 5 Star Match (1995) avec Akira Taue vs. Kenta Kobashi et Mitsuharu Misawa le 24 janvier et le 9 juin
  - 5 Star Match (1995) avec Akira Taue et Tamon Honda vs. Mitsuharu Misawa, Kenta Kobashi, et Satoru Asako le 30 juin
  - 5 Star Match (1996) avec Akira Taue vs. Jun Akiyama et Mitsuharu Misawa le 23 mai et le 6 décembre
  - 5 Star Match (1997) vs. Mitsuharu Misawa le 6 juin
  - 5 Star Match (1997) avec Akira Taue vs. Mitsuharu Misawa et Jun Akiyama le 5 décembre
  - Équipe de l'année (1991) avec Mitsuharu Misawa
  - Catcheur de l'année (1994)
  - Membre du Wrestling Observer Hall of Fame (1997)

- Classement Power Slam Magazine
  - 1994 : 3e, 1995 : 5e, 1996 : 18e, 1997 : 15e, 1998 : 28e, 1999 : 28e, 2000 : 15e, 2001 : 17e, 2003 : 27e, 2004 : 26e, 2005 : 17e